# 하이록코리아

## 개요
주식회사 하이록코리아(Hy-Lok Korea, 한국: 013030)는 계장용 관이음쇠(Fitting)와 밸브 및 산업용 패키지 솔루션을 제조, 공급하는 기업이다. 과거 수입에 의존하던 관이음쇠 및 밸브 제품에 대해 지속적인 국산화 및 기술개발을 통해 국내에서 독보적인 입지를 다졌다.
주요 수주 산업으로는 조선, 석유화학, 철도, 에너지, 반도체, 항공우주 등이 있다. 항공우주 분야의 경우 누리호 개발 프로젝트에 참여해 추진기관 공급계를 담당했다.